# Echium petiolatum
Echium petiolatum là loài thực vật có hoa trong họ Mồ hôi. Loài này được Barratte & Coincy mô tả khoa học đầu tiên năm 1901.